# Avraham Poraz
Avraham Poraz (în ebraică אברהם פורז) (n. 9 august 1945, București, România) este un avocat și politician liberal israelian originar din România, care a deținut funcția de ministru al afacerilor interne în guvernul israelian condus de Ariel Sharon.

## Biografie
Avraham Poraz (Pozmantir)  s-a născut la data de 9 august 1945 în orașul București (România). Familia lui Poraz era originară din orașul Dorohoi. A părăsit România pentru a emigra în Israel împreună cu familia sa în anul 1950, când avea numai 5 ani. Avraham Poraz vorbește și astăzi românește.
El a absolvit Facultatea de Drept a Universității Ebraice din Ierusalim, devenind de formație avocat. Serviciul militar obligatoriu l-a absolvit cu gradul de sergent major în cadrul Poliției Militare a statului Israel.
A intrat în politică, fiind ales ca președinte al secretariatului Partidului Shinui - de orientare liberală (1982-1983, 1988-1990). A fost membru al Consiliului Municipal al orașului Tel Aviv și președinte al Comitetului de Audit local (1983-1988). În paralel, a fost președinte al unui proiect pentru crearea unui al doilea canal de televiziune și a unui post de radio regional (1984-1988).
Din anul 1988 și până în 2006, Avraham Poraz a fost membru al Knesset-ului (Parlamentul israelian), fiind apreciat pentru munca și profesionalismul său. A fost printre altele membru al Comisiilor parlamentare pentru Constituție, Lege și Justiție, al Comisiei de Etică, al celei de Afaceri Interne și mediu înconjurător și al Comisiei de Finanțe . 
În calitate de deputat, printre proiectele de legi pe care le-a inițiat Poraz s-a aflat și cel privind limitarea cotei gratuite de energie electrică atribuită salariaților companiei de electricitate din Israel, fapt pentru care a fost amenințat cu moartea. În campania electorală de la radio și televiziune dinaintea scrutinului de la 28 ianuarie 2003, Poraz a folosit o parte din timpul alocat pentru a transmite mesaje în limba română prin care s-a referit în mod concret la problema retrocedării averilor evreilor proveniți din România.

## Ministru de interne
În urma alegerilor parlamentare din anul 2003, partidul Shinuy (al cărui vicepreședinte a fost Avraham Poraz) a devenit a treia forță în Knesset cu 15 deputați din 120. Partidul Shinui era un partid laic, care a promovat căsătoriile civile, permiterea lucrului si a transportului public în ziua de sâmbătă  (Shabat) etc. În guvernul de coaliție format de Ariel Sharon, ca urmare a acordului încheiat între partidele Shinui și Likud, Avraham Poraz a fost numit în funcția de Ministru al Afacerilor Interne, deținând această funcție în perioada 28 februarie 2003 - 4 decembrie 2004.
Prin această numire, Avraham Poraz a devenit primul evreu născut în România care a deținut un portofoliu guvernamental de prim rang într-un cabinet israelian.
În calitate de ministru, Avraham Poraz a avut în competență, printre altele imigrația, inclusiv statul muncitorilor străini, mulți dintre ei români. Conform Agenției France Presse, Avraham Poraz a propus mărirea până la trei ani de închisoare a pedepselor pentru patronii israelieni care angajează muncitori străini aflați ilegal în Israel.În anul 2004 el a acordat comunității Israeliților africani evrei din Dimona statutul de rezidenți permanenți ai Israelului.
Ministrul israelian de interne, Avraham Poraz, l-a acuzat în noiembrie 2004 pe președintele României, Ion Iliescu, că a încercat să “minimalizeze tragedia evreilor în Europa și în special în România”, spunând că președintele român este o “persona non grata” în Israel. În anul 2004  a fost demis din  guvern in urma votului său contra proiectului de buget.
În timpul ce s-a aflat în guvern Partidul Shinuy, a cărui platforma se concentrase unilateral, mai ales pe combaterea influenței clerului în viața politică și culturală a țării, și-a pierdut din specificitate, din atractivitate și popularitate.
În alegerile interne din Partidul Shinui, Poraz nu a mai fost reales pe locul doi în partid, în ciuda suportului din partea liderului partidului, Yosef „Tomi” Lapid. Ulterior, Poraz a constituit o listă proprie "Hetz" care,însă, nu a reușit să mai intre în Knesset la alegerile din 2006. 
Ca urmare, Avraham Poraz a ieșit din viata politică și a revenit la ocupația sa de avocat.
Căsătorit și având doi copii, Avraham Poraz vorbește pe lângă ebraică și română, engleza și franceza.
După propriile afirmații, "evreii originari din România au căutat și au reușit să se încadreze în populația țării nu ca români, ci ca israelieni, dând oameni de valoare în toate domeniile. Și chiar dacă generațiile viitoare nu vor mai vorbi românește, este important ca tradiția și istoria evreilor din România să se transmită mai departe".

## Funcții publice în Israel
Avraham Poraz a deținut următoarele funcții publice:
- deputat în Knesset din partea Partidului Shinui (1988-2006)
- ministru al afacerilor interne (28 februarie 2003 - 4 decembrie 2004)